# 锡藏库尔
锡藏库尔（法語：Cizancourt，法語發音：[sizɑ̃kuʁ]）是法国上法蘭西大區索姆省的一个市镇，属于佩罗讷区。

## 地理
锡藏库尔（49°50'42"N, 2°55'21"E）面积1.83 平方千米，位于法国上法蘭西大區索姆省，该省份为法国北部沿海省份，北起加来海峡省和北部省，西接滨海塞纳省和大西洋英吉利海峡，南至瓦兹省，东临埃纳省。
与锡藏库尔接壤的市镇（或旧市镇、城区）包括：埃佩南库尔、利库尔、圣克里斯特-布里约斯特。

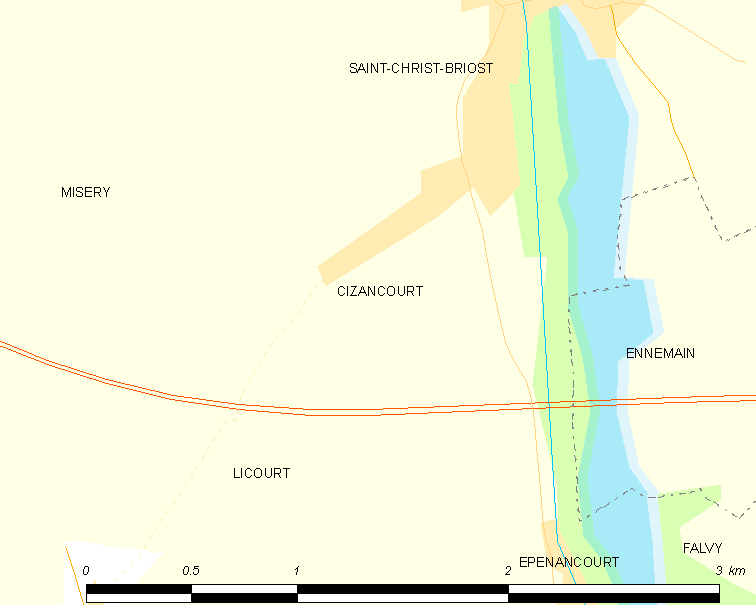
锡藏库尔的OSM定位图

锡藏库尔的时区为UTC+01:00、UTC+02:00（夏令时）。

## 行政
锡藏库尔的邮政编码为80200，INSEE市镇编码为80197。

## 政治
锡藏库尔所属的省级选区为阿姆县。

## 人口

1962-2008年间锡藏库尔人口变化图示

锡藏库尔于2022年1月1日时的人口数量为26人。